# Флаг Норвегии
Флаг Норвегии (букмол Norges flagg, нюнорск Det norske flagget) — красное прямоугольное полотнище с синим скандинавским крестом в белой окантовке. Отношение ширины флага к его длине — 8:11 (официально — 16:22). Ширина крестовин креста составляет 1/8 ширины полотнища, ширина белой каймы — 1/16 ширины полотнища.

## История флага
С 1748 по 1814 год, по условиям датско-норвежской унии, норвежские корабли ходили под датским флагом (Даннеброгом). В 1814 году, когда королём Норвегии стал король Швеции, норвежцы получили право использовать этот флаг, добавив к нему норвежского золотого льва, увенчанного короной и держащего секиру. Но борьба за свой флаг продолжалась, и в 1821 году парламент принял новое оформление флага: Даннеброг с тёмно-синим крестом с белой каймой. Такое сочетание красного, белого и синего следует за французским триколором, который в то время считался символом свободы.
Крест является общим символом флагов Дании и Швеции, в униях с которыми в разное время состояла Норвегия.
Во время шведско-норвежской унии в верхнем левом крыже изображался союзный шведско-норвежский флаг.
Флаг Норвегии повлиял на оформление флагов её бывших территорий: Исландии (утверждён в современном виде в 1915 году) и Фарерских островов (официально утверждён в 1940 году). На каждом из этих флагов используются скандинавский крест с каймой и красный, белый и синий цвета; от норвежского флага они отличаются только расположением и оттенками цветов. Государственный флаг Норвегии является полной противоположностью Флага Исландии.

Флаги Норвегии в составе Шведско-норвежской унии
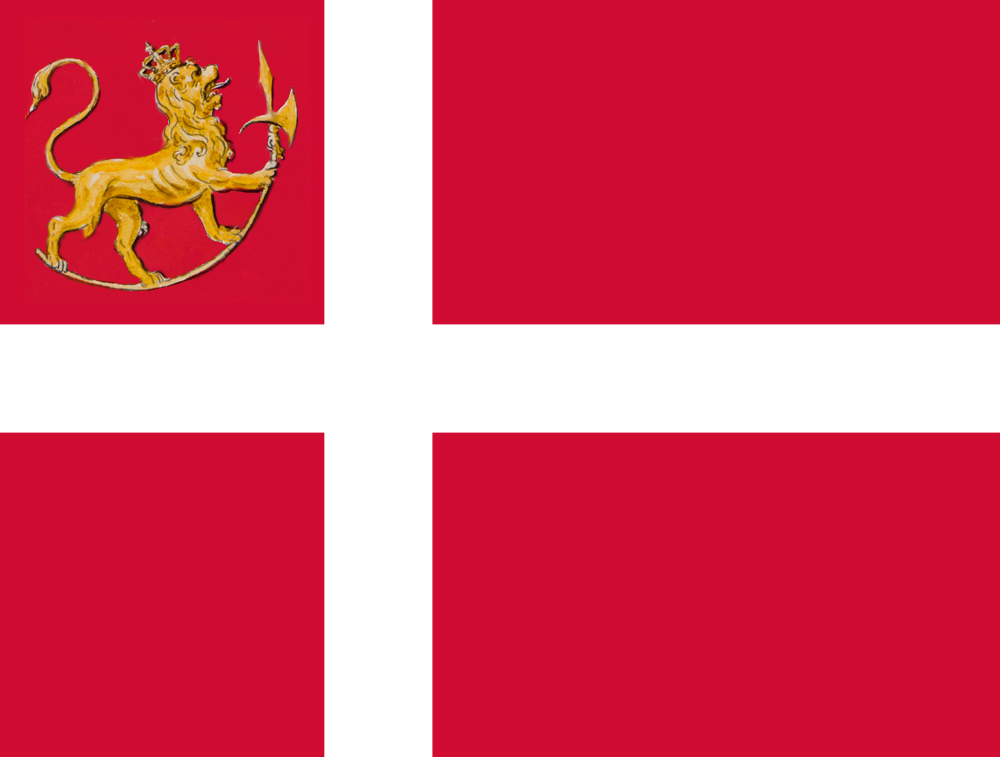
27.02.1814 — 8.03.1844
8.03.1844 — 15.12.1899

## Похожие флаги

Флаг Исландии
Флаг Фарерских островов
Флаг Ахметского муниципалитета Кахетии в составе Грузии
Флаг Дании